# Whaitsioidea
De Whaitsioidea zijn een superfamilie van uitgestorven therocephalide therapsiden die leefden tijdens het Laat-Perm in wat later Zuid-Afrika, Rusland en China zou zijn.
In de traditionele interpretatie, zoals in 1974 benoemd door Tatarinow — Haughton is de nominale naamgever als benoemer van de Whaitsiidae — is deze groep vermoedelijk parafyletisch.
In 2017 definieerde Adam Huttenlocker een monofyletische klade Whaitsioidea als de groep omvattende Theriognathus microps en Ictidostoma hemburyi en alle soorten nauwer verwant aan Theriognathus en Ictidostoma dan aan Ictidosuchus primaevus en Bauria cynops.
De groep bestaat uit kleine tot grote Theratocephalia. Ze hebben een brede beenbalk onder de oogkas die de ogen duidelijk naar voren richt. Het bovenkaaksbeen is onderaan naar binnen geplooid wat de tandrij naar binnen plaatst, zodanig dat de buitenwand in onderaanzicht duidelijk zichtbaar is. De voorkant van de oogkas ligt op de voorste helft van de schedel, wat wellicht apart geëvolueerd is van verwante groepen welke die eigenschap ook bezitten. Het epipterygoïde is horizontaal verbreed. De voorrand van de opgaande tak van het epipterygoïde is in zijaanzicht sterk schuin naar voren en boven gericht, in plaats van verticaal of schuin naar achter, wat een profiel als een aambeeld schept. Het dentarium van de onderkaak is hoog met de vorm van een boemerang. De tak van het dentarium heeft slechts een zwakke of zelfs geheel ontbrekende zijgroeve.